# Casato di Lorena
La Casata dei Lorena, il cui principale e ormai unico ramo è noto come Asburgo-Lorena, è stato una delle più importanti e delle più longeve case reali regnanti nella storia d'Europa. Attualmente la casata è guidata da Carlo d'Asburgo-Lorena, il titolare Imperatore d'Austria, Re d'Ungheria, Croazia, Boemia, Galizia e Lodomiria, Illiria, nonché il titolare Re di Gerusalemme.

## Storia

### Origini

#### Casato di Ardennes–Metz
La casata rivendica di discendere da Gerardo I di Parigi (Conte di Parigi) (morto nel 779) i cui discendenti immediati sono noti come i Girardidi. I Matfridi del X secolo si pensa siano stati un ramo della famiglia; a cavallo del X secolo furono Conti di Metz e governarono un insieme di signorie in Alsazia e Lorena. I duchi di Lorena del Rinascimento tendevano ad arrogarsi la pretesa di ascendenza dai Carolingi, come illustrato da Alexandre Dumas, padre nel romanzo La Dame de Monsoreau (1846); infatti così poca documentazione sopravvive sulle prime generazioni che la ricostruzione di un albero genealogico di antenati della Casa d'Alsazia comporta una buona dose di congetture.
Ciò che è più sicuro è che nel 1048 l'Imperatore Enrico III diede il Ducato dell'Alta Lorena prima ad Adalberto di Metz e poi a suo fratello Gerardo i cui successori (collettivamente noti come Casato d'Alsazia o Casato di Châtenois) mantennero il ducato fino alla morte di Carlo il Forte nel 1431.

### Casati di Vaudemont e Guisa

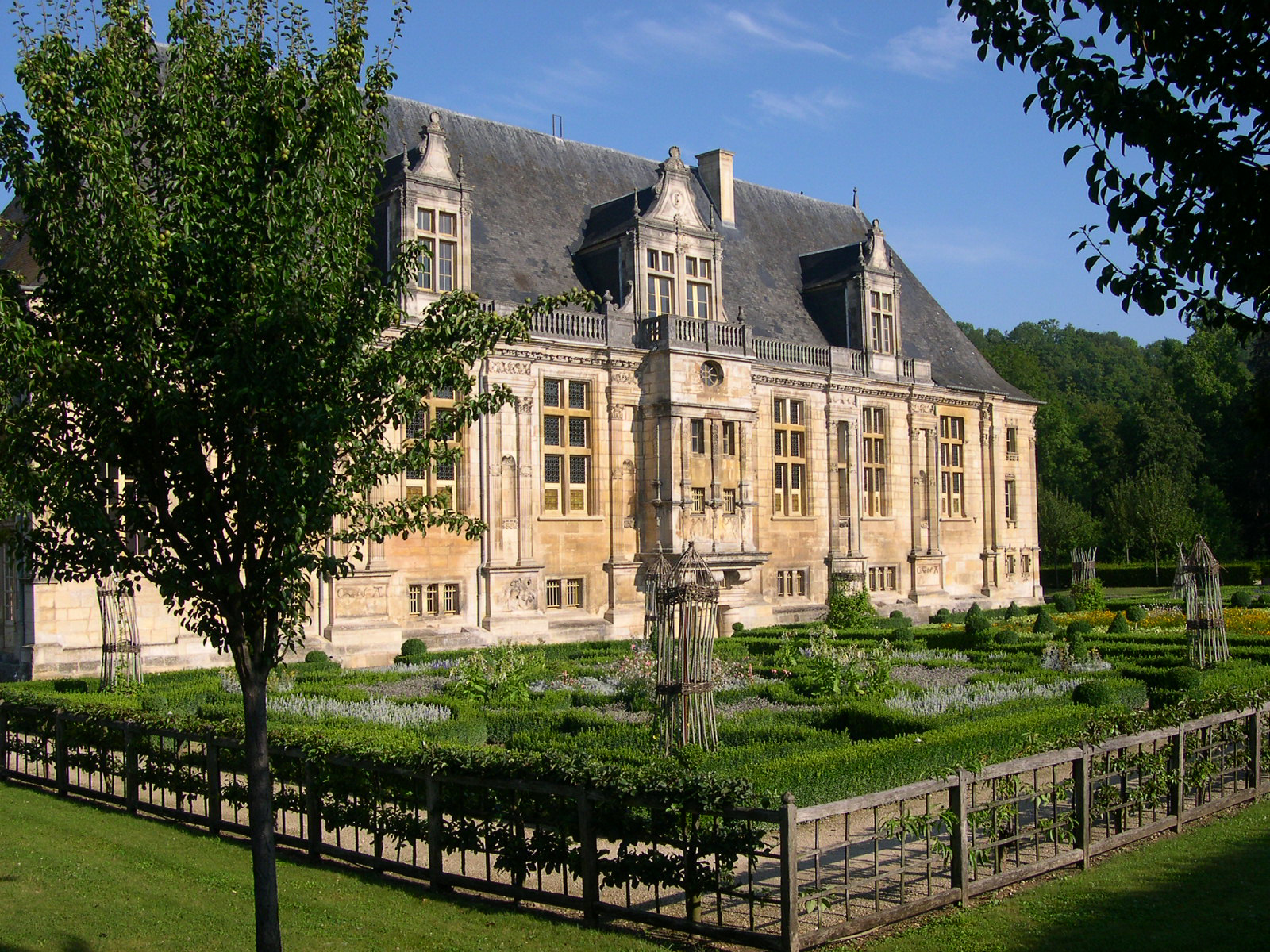
Lo Château du Grand Jardin a Joinville, fu la sede dei Conti e Duchi di Guisa.

Dopo un breve interludio tra il 1453 ed il 1473, quando il ducato passò per diritto della figlia di Carlo al marito Giovanni II di Calabria, un capetingio, la Lorena ritornò alla Casata di Vaudemont, un ramo minore del Casato di Lorena, nella persona di Renato II che in seguito aggiunse ai suoi titoli quello di Duca di Bar.
Le Guerre di religione francesi videro la nascita di un ramo cadetto della famiglia reale lorenese, il Casato di Guisa, che diventò una forza dominante nella politica francese e, durante gli ultimi anni del regno di Enrico III, fu sul punto di succedere al trono di Francia. Maria di Guisa, madre di Maria, Regina di Scozia, proviene da questa famiglia.
Sotto la monarchia dei Borbone il ramo rimanente della Casa di Guisa, guidata dal duca d'Elbeuf, rimase parte dei più alti ranghi dell'aristocrazia francese, mentre il ramo maggiore del Casato di Vaudemont continuò a regnare sui ducati indipendenti di Lorena e Bar. Le ambizioni imperialiste di Luigi XIV (che comportarono l'occupazione della Lorena tra il 1669 e il 1697) costrinsero i duchi ad una alleanza permanente con i suoi nemici giurati, gli Imperatori del Sacro Romano Impero della Casata d'Asburgo.

### Asburgo-Lorena

Lo stemma della Casa d'Asburgo-Lorena. Lo scudo mostra gli stemmi schierati delle famiglie Asburgo, Babenberg e Lorena.

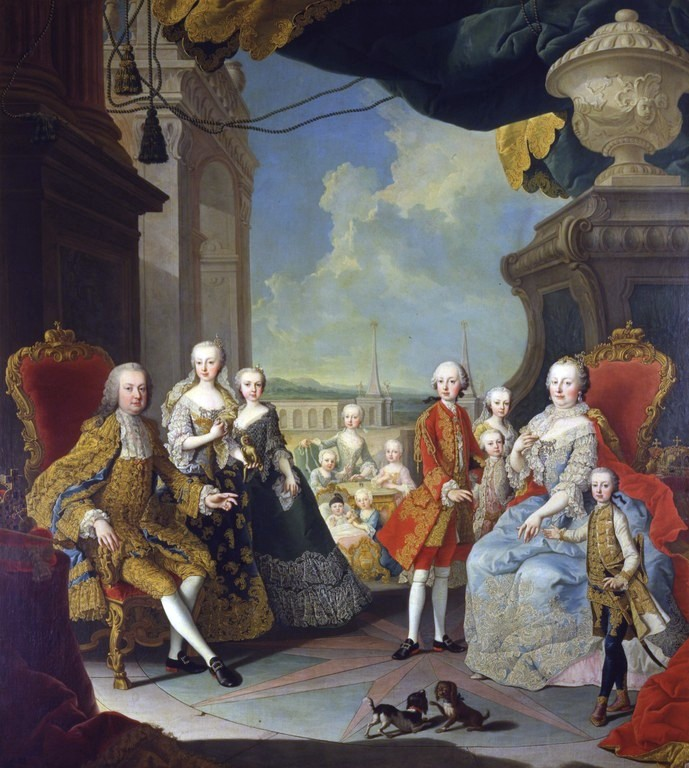
Martin van Meytens, La famiglia imperiale, olio su tela, 1754, Palazzo di Schönbrunn, Vienna. Da sinistra a destra in primo piano: l'imperatore Francesco Stefano (45 anni) e Maria Anna (16 anni) e Maria Cristina (12 anni); l'imperatrice Maria Teresa (37 anni) con Giuseppe (13 anni), Carlo (9 anni), Leopoldo II (7 anni) e Maria Elisabetta (11 anni); In secondo piano: Maria Amalia (8 anni), Giovanna Gabriella (4 anni), Maria Giuseppina (3 anni) e Maria Carolina (2 anni) che attorniano il piccolo Ferdinando ancora nella culla..

I Lorena governarono l'omonimo ducato dal 1473 fino al 1737, scontrandosi spesso con i Re di Francia, intenzionati ad espandersi verso la valle del Reno. Il Ducato di Lorena era infatti formalmente un feudo del Sacro Romano Impero, situato sul confine tra il Regno di Francia e l'Impero, con una sua parte (il Ducato di Bar) che era già stato reso vassallo dai re francesi.
Nel 1736 il duca di Lorena Francesco Stefano aveva sposato Maria Teresa d'Austria, unica (e contestata) erede dei variegati domini asburgici, sparsi per l'Europa (Austria, Boemia, Ungheria, Paesi Bassi Austriaci, Milano) ed anche tradizionale erede del titolo al Sacro Romano Impero. La Francia, timorosa che la Lorena, una regione francofona, potesse passare agli Asburgo, si era affrettata a stipulare un trattato per cui riconosceva la Prammatica Sanzione e quindi l'eredità spettante a Maria Teresa, ma in cambio Francia e Austria stabilivano che il Ducato di Lorena fosse annesso alla Francia alla morte del duca Stanislao Leszczyński (ex re di Polonia e suocero di Luigi XV).
La casata di Lorena sarebbe stata compensata per questa perdita con il trono del Granducato di Toscana, ma con l'obbligo di non annetterla direttamente all'Impero Austriaco, dato che la successione sarebbe stata destinata ad un figlio cadetto dell'unione. Con il matrimonio di Maria Teresa e Francesco Stefano nacque così la dinastia imperiale degli Asburgo-Lorena, un cui ramo cadetto resse il Granducato di Toscana fino alla sua scomparsa.

## Elenco dei capi
Quello che segue è un elenco dei capi regnanti (dopo il 1918 pretendenti) della casa delle Ardenne-Metz e delle sue case successore di Lorena e Asburgo-Lorena, dall'inizio della storia genealogica documentata in modo sicuro nell'XI secolo.
- Gerardo III, conte di Metz, 990–1045
- Adalberto di Lorena, duca dell'Alta Lorena r. 1047/8
- Gerardo di Lorena, r. 1048–1070
- Teodorico II di Lorena r. 1070–1115
- Simone I di Lorena, r. 1115–1138
- Mattia I di Lorena, r. 1138–1176
- Simone II di Lorena, r. 1176–1215
- Federico I di Lorena, r. 1205/6
- Federico II di Lorena, r. 1206–1213
- Teobaldo I di Lorena, r. 1213–1220
- Mattia II di Lorena, r. 1220–1251
- Federico III di Lorena, ca. 1251–1303
- Teobaldo II di Lorena, r. 1303–1312
- Federico IV di Lorena, r. 1312–1328
- Rodolfo di Lorena, r. 1328–1346 (ucciso nella Battaglia di Crécy)
- Giovanni I di Lorena, r. 1346–1390
- Carlo II di Lorena, r. 1390–1431

Carlo II morì senza eredi maschi, il ducato passò a Isabella di Lorena, consorte di Napoli per matrimonio con il duca Renato d'Angiò. Il ducato passò al figlio Giovanni II d'Angiò (r. 1453–1470), il cui figlio Nicola I d'Angiò (r. 1470–1473) morì senza eredi. Il titolo ora andò alla zia di Nicola (sorella di Giovanni II) Iolanda d'Angiò.

### Casato di Lorena
Il Casato di Lorena fu formato dal matrimonio di Yolande con Federico II, conte di Vaudémont (1428–1470), che discendeva da Giovanni I (bisnonno di Yolande) tramite il figlio minore Federico I, conte di Vaudémont (1346–1390), Antonio, conte di Vaudémont (1395–1431 circa) e Federico II, conte di Vaudémont (1417–1470). René ereditò il titolo di duca di Lorena al momento del suo matrimonio nel 1473.
- Renato II, duca di Lorena, r. 1473–1508
- Antonio di Lorena, r. 1508–1544
- Francesco I di Lorena, r. 1544/5
- Carlo III di Lorena, r. 1545–1608 (sua madre Cristina di Danimarca fu sua reggente durante la sua minoranza)
- Enrico II di Lorena (I), r. 1608–1624 (non lasciando figli maschi, entrambe le sue figlie divennero duchesse di Lorena per matrimonio)
  - Nicoletta di Lorena (m. Carlo IV)
  - Claudia Francesca di Lorena (m. Nicola II)
- Francesco II di Lorena, (figlio di Carlo III, duca per sei giorni nel 1625, abdicò in favore del figlio)
- Carlo IV, duca di Lorena r. 1624–1675 (abdicò brevemente in favore del fratello nel 1634)
  - Nicholas Francis (Nicola II) (noto brevemente duca durante l'invasione francese della Lorena nel 1634)
- Carlo V di Lorena, r. 1675–1690 (figlio di Nicholas Francis)
- Leopoldo di Lorena, r. 1690–1729
- Francesco I di Lorena (III) Stefano, duca di Lorena, r. 1728–1737, Imperatore del Sacro Romano Impero (come Francesco I) r. 1745–1765

### Casato d'Asburgo-Lorena
- Giuseppe II d'Asburgo-Lorena, imperatore del Sacro Romano Impero (1741–1790), r. 1765–1790
- Leopoldo II d'Asburgo-Lorena, imperatore del Sacro Romano Impero (1747–1792), r. 1790–1792
- Francesco II d'Asburgo-Lorena (IV) (1768–1835), imperatore del Sacro Romano Impero 1792–1806, imperatore d'Austria 1804–1835
- Ferdinando I d'Asburgo-Lorena (V), imperatore d'Austria (1793–1875), r. 1835–1848 (abdicò nel 1848, gli successe il nipote)
- Francesco Giuseppe I d'Austria (1830-1916), r. 1848–1916, figlio dell'arciduca Francesco Carlo d'Austria (1802–1878), figlio minore di Francesco II

L'erede di Francesco Giuseppe, Rodolfo, principe ereditario d'Austria, si suicidò nel 1889. A Francesco Giuseppe successe il pronipote Carlo I, figlio dell'arciduca Ottone Francesco, figlio dell'arciduca Carlo Ludovico, fratello minore di Francesco Giuseppe.
- Beato Carlo I d'Austria (Carlo I e IV) (1887–1922), r. 1916-1919 (scioglimento della monarchia)
- Ottone d'Asburgo-Lorena (1912–2011)
- Carlo d'Asburgo-Lorena (nato nel 1961)
  - Erede apparente: Ferdinand Habsburg (nato nel 1997)